# Бои (народност)
Вижте пояснителната страница за други значения на Бои.
Боии (Boii, Bojer, Boier) са келтско племе в Средна Европа.
Боиите произлизат от територията на Рейн, Майн, Дунав и са заселвали днешните държави Чехия, Словакия, Унгария, Австрия до Балканския полуостров, също и Горна Италия. Италианските боии са романизирани след 200 пр.н.е, а северните боии са асимилирани от маркоманите.
През 216 пр.н.е. Луций Постумий Албин, претор в Цизалпийска Галия, се бие с войска от два легиона против боиите. През 215 пр.н.е. той е консул и е убит в битка против боиите.